# Primrose (Town)
Die Town of Primrose ist eine von 34 Towns im Dane County im US-amerikanischen Bundesstaat Wisconsin. Im Jahr 2010 hatte die Town of Primrose 731 Einwohner.
Town hat in Wisconsin eine grundlegend andere Bedeutung, als im übrigen englischsprachigen Bereich. Vielmehr entspricht sie den in den anderen US-Bundesstaaten üblichen Townships, die nach dem County die nächstkleinere Verwaltungseinheit bilden.
Das Gebiet der Town of Primrose ist Bestandteil der Metropolregion Madison.

## Geografie
Die Town of Primrose liegt im Süden Wisconsins, im südwestlichen Vorortbereich von dessen Hauptstadt Madison. Der am Mississippi gelegene Schnittpunkt der drei Bundesstaaten Wisconsin, Iowa und Minnesota liegt rund 180 km westnordwestlich; nach Illinois sind es rund 45 km in südlicher Richtung.
Die Koordinaten des geografischen Zentrums der Town of Primrose sind 42°54′28″ nördlicher Breite und 89°40′03″ westlicher Länge. Sie erstreckt sich über eine Fläche von 92,8 km².   
Die Town of Primrose liegt im Südwesten des Dane County und grenzt an folgende Nachbartowns:
| Town of Blue Mounds         | Town of Springdale                          | Town of Verona                |
| Town of Perry               | Kompassrose, die auf Nachbargemeinden zeigt | Town of Montrose              |
| Town of York (Green County) | Town of New Glarus (Green County)           | Town of Exeter (Green County) |

## Verkehr
Der Wisconsin State Highway 92 verläuft in Nord-Süd-Richtung durch den Osten der Town of Primerose. Daneben führen noch die County Highways A, G und U durch die Town. Alle weiteren Straßen sind untergeordnete Landstraßen sowie teils unbefestigte Fahrwege.
Der nächste Flughafen ist der Dane County Regional Airport in Wisconsins Hauptstadt Madison (rund 45 km nordöstlich).

## Bevölkerung
Nach der Volkszählung im Jahr 2010 lebten in der Town of Primrose 731 Menschen in 282 Haushalten. Die Bevölkerungsdichte betrug 7,9 Einwohner pro Quadratkilometer. In den 282 Haushalten lebten statistisch je 2,59 Personen. 
Ethnisch betrachtet setzte sich die Bevölkerung zusammen aus 96,0 Prozent Weißen, 0,7 Prozent Afroamerikanern, 0,8 Prozent amerikanischen Ureinwohnern, 0,3 Prozent Asiaten sowie 0,5 Prozent aus anderen ethnischen Gruppen; 1,6 Prozent stammten von zwei oder mehr Ethnien ab. Unabhängig von der ethnischen Zugehörigkeit waren 0,5 Prozent der Bevölkerung spanischer oder lateinamerikanischer Abstammung. 
22,2 Prozent der Bevölkerung waren unter 18 Jahre alt, 63,8 Prozent waren zwischen 18 und 64 und 14,0 Prozent waren 65 Jahre oder älter. 49,4 Prozent der Bevölkerung war weiblich.
Das mittlere jährliche Einkommen eines Haushalts lag bei 62.039 USD. Das Pro-Kopf-Einkommen betrug 32.555 USD. 1,9 Prozent der Einwohner lebten unterhalb der Armutsgrenze.

## Ortschaften in der Town of Primrose
Neben Streubesiedlung existiert in der Town of Primrose mit Primrose eine gemeindefreie Siedlung.